# Wild Weasel

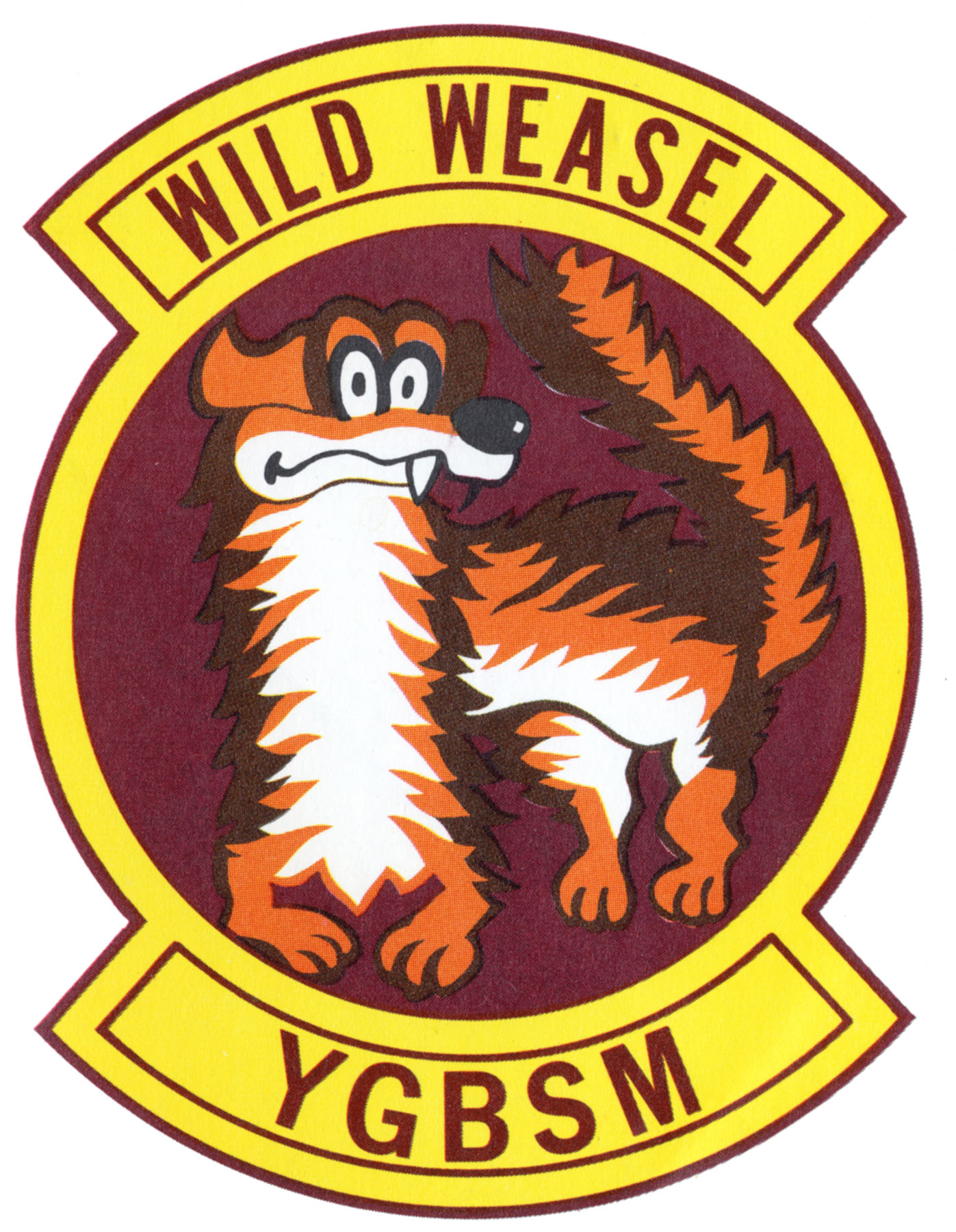
Parche usado por los Wild Weasel.

Wild Weasel («comadreja salvaje» en inglés) es el nombre clave dado a una aeronave de la Fuerza Aérea de los Estados Unidos asignado a la misión de supresión de defensas aéreas enemigas (en inglés Suppression of Enemy Air Defenses o SEAD).
El concepto Wild Weasel fue desarrollado por la Fuerza Aérea de los Estados Unidos en el año 1965, después de la introducción de los misiles superficie-aire antiaéreos soviéticos y el derribo del aviones de ataque estadounidenses sobre los cielos de Vietnam del Norte. El programa fue encabezado por el general Kenneth Dempster.
Las tácticas y técnicas usadas en las operaciones Wild Weasel comenzaron su desarrollo en el año 1965 después del inicio de la Operación Rolling Thunder durante la Guerra de Vietnam y que más tarde fueron adaptadas por otras naciones durante los siguientes conflictos, así como siendo integradas en la Supresión de Defensas Aéreas Enemigas (en inglés: Suppression of Enemy Air Defenses, SEAD) un plan usado por la Fuerza Aérea de los Estados Unidos para establecer un inmediato control del aire, previo a un posible conflicto a plena escala. Inicialmente conocidas por el código operacional "Mano de Hierro" (en inglés: Iron Hand) cuando fue autorizada por primera vez el 12 de agosto de 1965, el nombre deriva del Proyecto Wild Weasel, el programa de desarrollo de la Fuerza Aérea de los Estados Unidos para crear un avión dedicado a descubrir y suprimir misiles superficie-aire. La técnica (o una parte específica) también era llamada una misión "Iron Hand", aunque técnicamente la parte Iron Hand se refiere solo a un ataque de supresión que abre el camino para el ataque principal. Originalmente denominado Project Ferret («proyecto hurón») , para denotar a un animal depredador que entra a la guarida de su presa para matarla, la denominación se cambió para diferenciarlo del nombre clave "Ferret" que había sido usado durante la Segunda Guerra Mundial para agrupar las contramedidas usadas contra los radares que detectaban a los bombarderos.
Resumiendo, la tarea de un avión Wild Weasel es engañar a las defensas antiaéreas enemigas para que lo ataquen iluminándolos con sus radares, ya que las ondas de radar pueden ser seguidas a su fuente permitiéndole al avión Wild Weasel o a sus compañeros de equipo un ataque de precisión para destruirlo. Una simple analogía es la del juego de "iluminar con una linterna" en la oscuridad; usualmente una linterna es el único medio confiable para identificar a alguien con el propósito de "marcarlo" (destruirlo en el caso de los radares), pero la luz también hace que inmediatamente el portador sea identificado y que pueda ser atacado a su vez. El resultado de este frenético juego del gato y el ratón en que las "linternas", que son los radares que son rápidamente apagados y encendidos en un intento para identificar y destruir al blanco antes de que el blanco sea capaz de atacar al radar emitiendo la "luz" y poder destruir el sitio del radar antiaéreo.

## Equipamiento

### Wild Weasel I

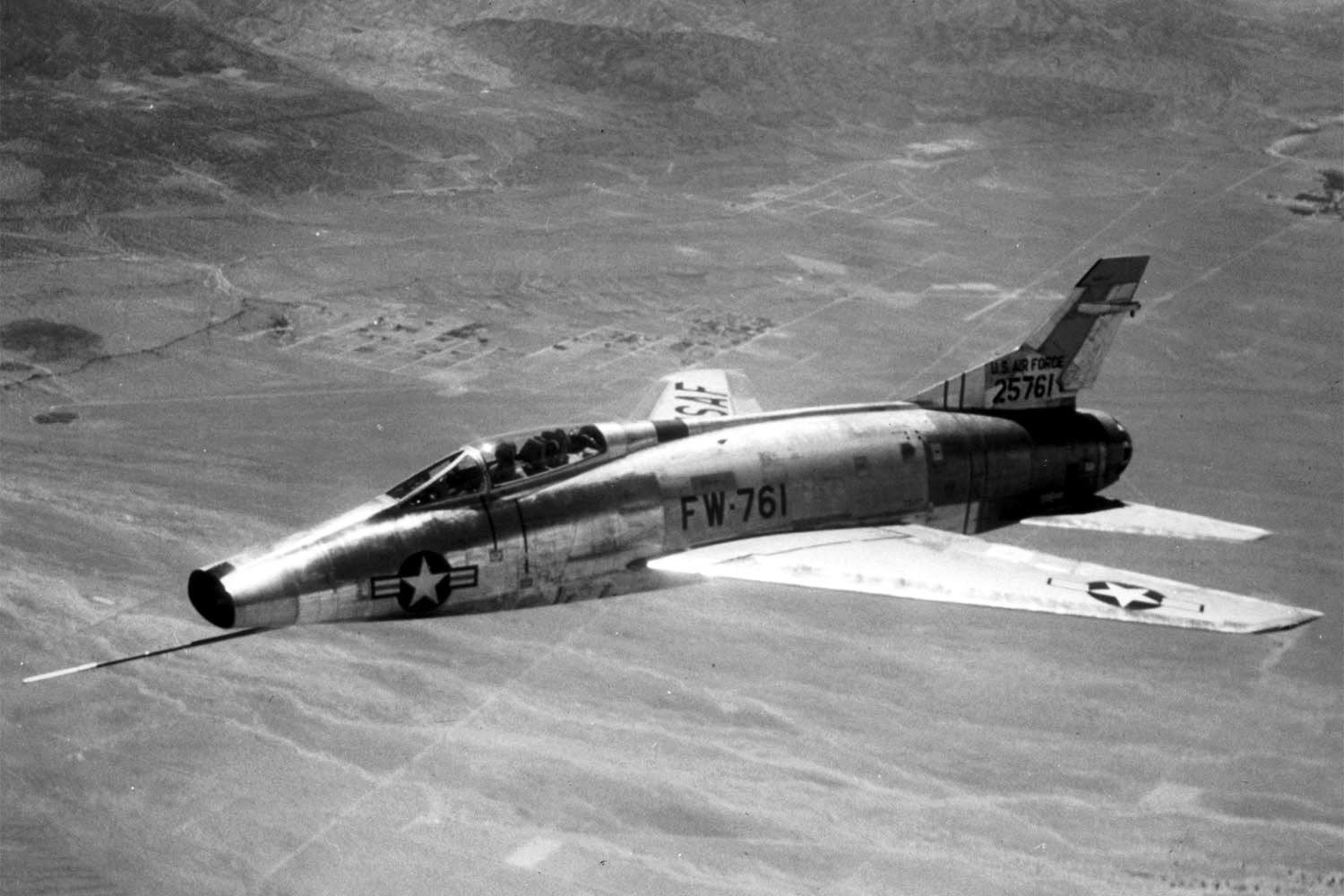
Un avión F-100A Super Sabre. El modelo F de este avión sirvió en la configuración Wild Weasel.

El concepto Wild Weasel fue originalmente propuesto en el año 1965 como un método de contrarrestar la aumentada amenaza de misiles superficie-aire norvietnamita, usando tripulaciones voluntarias volando en el F-100 Super Sabre modelo F de dos plazas; mientras que la Armada de Estados Unidos que usaba principalmente el A-4 Skyhawk. Mientras que el F-100F Wild Weasel era una plataforma efectiva no tenía las características de desempeño que le permitieran sobrevivir en un ambiente de alta amenaza. 
En noviembre de 1965 había en Vietnam cuatro F-100F (llamados Wild Weasel II), equipados con muestras del receptor de alerta de radar AN/APR-25, muestras del receptor panorámico avanzado AN/IR-133 (localizador de ondas de frecuencia entre 2 a 4 GHz - Hz) y una muestra de la cámara panorámica KA-60 (diseñada para fotografía aérea, para tareas de investigación y recopilación de inteligencia), estos sistemas fueron efectivos principalmente para localizar a baterías de SA-2. Los aviones entraron en operaciones en diciembre de ese mismo año y en febrero de 1966 se agregaron tres aparatos adicionales del mismo modelo. Todos los aviones fueron modificados para permitirles lanzar el misil AGM-45 Shrike. En total los Super Sabre lideraron nueve misiones exitosas contra las baterías de misiles antiaéreos, pero finalmente se vio claramente que las debilidades del F-100 (relativamente lentos con respecto a los otros aviones operando en el área, baja capacidad de carga bélica y corto radio de acción) no le permitían operar eficientemente en áreas de alta amenaza, y para el verano de 1966 fue reemplazado por aviones más modernos, el F-105EF Thunderchief.
El primer escuadrón Wild Weasel fue el 354.º Escuadrón de Cazas Tácticos basados en la Base Aérea Takhli Royal Thai ubicada en Tailandia. Después de 45 días de operación contra blancos norvietnamitas, el escuadrón sólo tenía un avión operacional y de las 16 tripulaciones aéreas, cuatro habían sido muertos, dos estaban hechos prisioneros de guerra, tres habían sido heridos y dos habían renunciado.

### Wild Weasel II y III

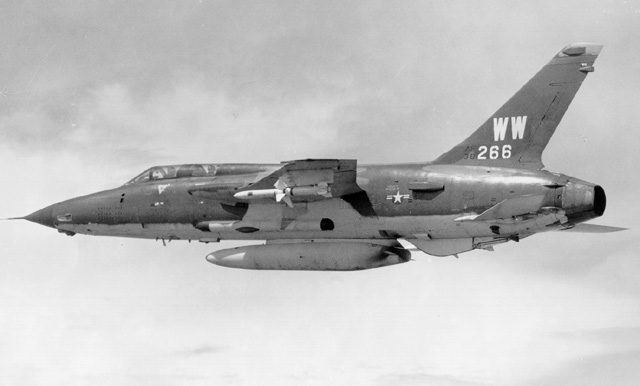
Un F-105 Thunderchief asignado a operaciones Wild Weasel. Se pueden ver que lleva un misil antirradiación AGM-45 Shrike.

La versión Wild Weasel II fue el primer intento fracasado de usar al F-4C como una plataforma Wild Weasel. Cuando ese esfuerzo falló, el rol de Wild Weasel entonces fue pasado al F-105F en el verano del año 1966. Este aparato era rápido, capaz de llevar una gran carga de armamento y lo más importante tenía un gran alcance operativo. El F-105F fue modificado para este rol y fue designado como Wild Weasel III, y el 15 de enero de 1966 voló el primer ejemplar modificado. El F-105F estaba equipado con un radar, equipo de perturbación más avanzados y con un armamento más pesado. Fueron instalados misiles antirradiación que podían localizar emplazamientos de radar. Los primeros 11 aviones estuvieron en Vietnam en junio de 1966. La mayor parte de las misiones eran voladas en grupos de cuatro u ocho aviones de ataque. Mientras que la mayor parte de los F-105D sobrevivieron, durante los primeros dos meses de su servicio fueron derribados 5 de los 11 aviones iniciales. Se produjeron un total de 86 aviones del modelo F. Aunque en algunos documentos el F-105F era llamado como EF-105F, esa designación nunca existió en los escuadrones volando operacionalmente. Los fuselajes de los F-105F Wild Weasel finalmente fueron modificadas con componentes de contramedidas mejorados en una configuración estandarizada y designada como F-105G. También el F-105G fue designado como Wild Weasel III; 61 unidades F-105F fueron mejoradas al estándar de especificaciones F-105G.
Esta versión, el F-105G, entró en servicio para finales del año 1967, con lo que constituyó la versión final de la configuración de destrucción de misiles antiaéreos. Estos estaban equipados con modernos sistemas de guerra electrónica, lo que forzó a un cambio parcial de la estructura del avión, para permitir puntos de anclaje externos adicionales. Se le instaló el equipo de guerra electrónica AN/ALQ-105 que fue instalado a puntos de anclaje ubicados a ambos lados del fuselaje. Treinta aviones fueron adaptados para llevar los misiles antirradiación AGM-78, que eran mucho más avanzados que los misiles Shrike. Una configuración característica era llevar dos misiles Shrike en los puntos de anclaje externos de las alas (puntos 1 y 5) y en el punto interior llevar un misil Standard ARM (punto 2), equilibrado por un tanque de combustible lanzable al otro lado (punto 4) y en el centro (punto 3) en la parte inferior del fuselaje un tanque de combustible lanzable de gran capacidad.
Debido a la naturaleza de la tarea y a los pocos aviones (relativamente ya que en Vietnam había muchas operaciones simultáneamente) la teoría de operación dictaba que los grupos de destrucción de misiles llegaban primeros en la misión y establecían las condiciones para el resto de la misión. Estos aviones eran reabastecidos en vuelo muchas veces durante una sola misión.
Durante su servicio en Vietnam a dos equipos de Wild Weasel se les entregó la Medalla de Honor por su valor durante la guerra.
A pesar del retiro de la versión F-105D de Vietnam en el año 1970, los aviones fueron reemplazados por el F-4 Phantom II y adicionalmente se comenzó una estrategia de ataque mediante el uso de bombarderos pesados, los modelos G permanecieron hasta el final de la guerra.

### Wild Weasel IV
Para el año 1964 se había acabado la producción del F-105. Con las fuertes pérdidas de combate que sufrió el inventario de F-105, surgió la necesidad de poder disponer de un avión más sofisticado para llevar a cabo las misiones Wild Weasel. El avión seleccionado fue el F-4 Phantom - un avión caza que podía llevar una pesada carga de armamento y bimotor de gran radio de acción. Esto resultó en la conversión de 36 aviones F-4 Phantom II a partir de modelos en producción y que fueron designados EF-4C Wild Weasel IV. Estos aviones estaban equipados con un receptor de alerta de radar AN/APR-25, con un sistema de alerta de lanzamiento de misiles, receptor de guerra electrónica ER-142 y contenedor de guerra electrónica AN/ALQ-119. Usaba como armamento misiles Shrike y bombas de racimo. Muchos de los aviones que sobrevivieron fueron vueltos a convertir a la configuración original del modelo C. Con la entrada en servicio del modelo D, varios de estos fueron convertidos a la configuración de caza, pero estos no presentaban ventajas significativas sobre el modelo C. 
Durante la Guerra de Desgaste y la guerra de Yom Kipur la Fuerza Aérea Israelí utilizó activamente este modelo, llamado en el servicio israelí como "Mazo", con sistemas de disrupción y detección que principalmente eran efectivos contra las baterías de SA-2 y SA-3, pero que sin embargo no servían contra los SA-6. Los sistemas usados por estos aviones eran producidos principalmente en Estados Unidos, pero también eran fabricados localmente en Israel. Durante la Operación Paz para Galilea la Fuerza Aérea israelí uso aviones equipados con varios tipos de sistemas de perturbación activos y también durante la Operación Mole Cricket 19 que buscaba destruir las baterías sirias de misiles antiaéreos localizadas en el valle de la Becá en el Líbano.

### Wild Weasel V

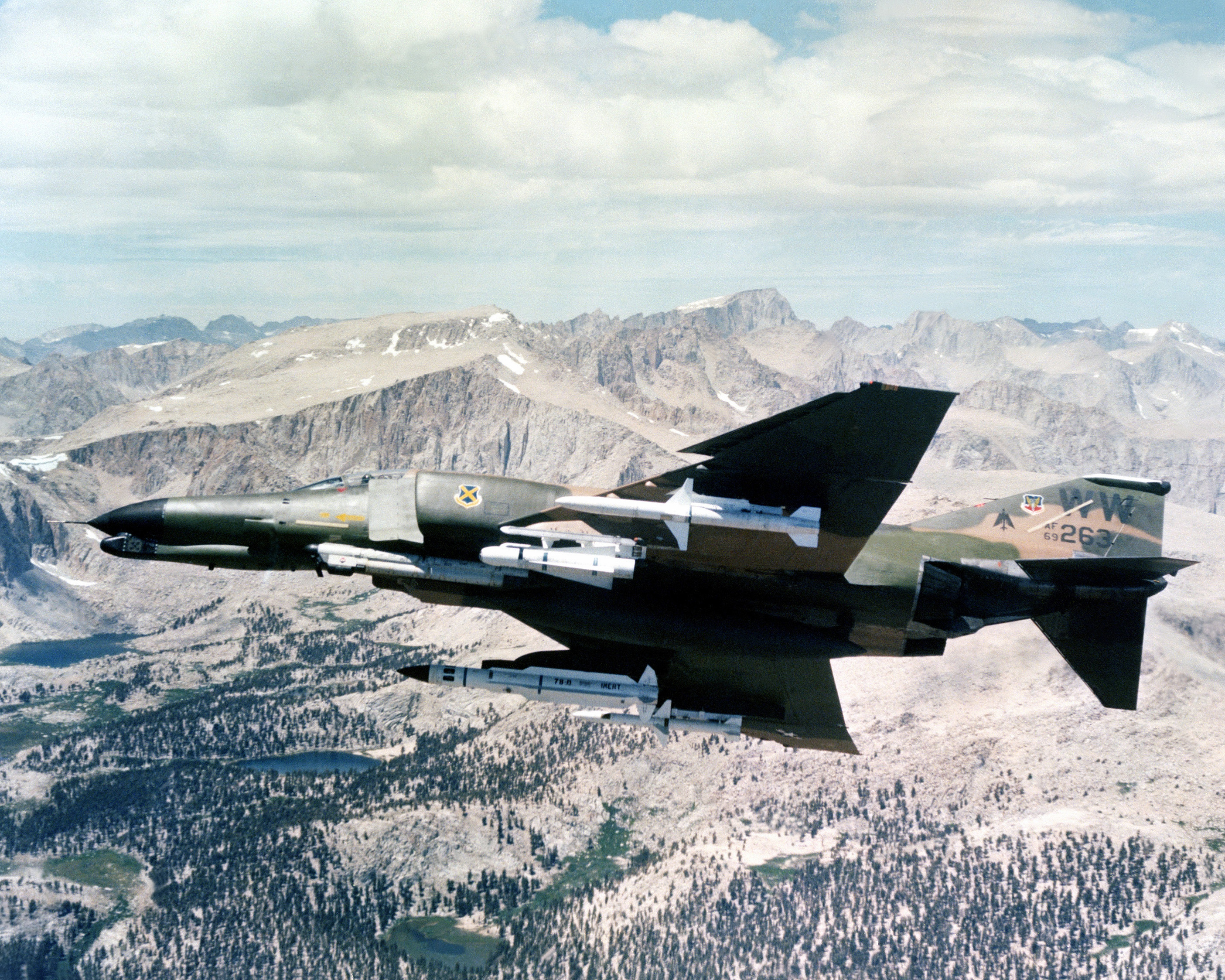
Un F-4G con una carga Wild Weasel; desde lo más cercano a lo más lejano: un AGM-88 HARM, un AGM-65 Maverick, un contenedor ECM ALQ-119, un AGM-78 Standard ARM y un AGM-45 Shrike, cerca de 1981.

El F-4E, la variante más avanzada del Phantom con extensas capacidades de ataque a tierra y con un cañón interno, se convirtió en la base para el F-4G Wild Weasel V (también conocido como el Wild Weasel Avanzado). Esta modificación consistió en remover el cañón y reemplazarlo con Receptor de Alerta y Ubicación de Radares APR-38(t) (posteriormente mejorado al APR-47) y con una cabina de vuelo mejorada para el asiento trasero para que se pudiera manejar el ambiente de combate electrónico, también se le instaló un radar más avanzado el AN/APQ-120, y podía usar misiles antirradiación AGM-45 Shrike, AGM-78 Standard ARM y AGM-88 HARM. Un total de 134 modelos F-4E fueron convertidos al estándar F-4G con los primeros volando en el año 1975. El escuadrón comenzó su servicio en el año 1978.
Los F-4G fueron desplegados en tres alas activas. Una estaba estacionada en la George AFB, Victorville, California como parte de la Fuerza de Despliegue Rápido; un ala estaba asignada a las Fuerzas Aéreas de Estados Unidos en Europa (en inglés: United States Air Forces Europe, USAFE) ubicada en la Base Aérea de Spangdahlem, Alemania; y la otra a las Fuerzas Aéreas del Pacífico (en inglés: Pacific Air Forces, PACAF) ubicada en la Base Aérea de Clark, Filipinas. Los F-4G de la Base de la Fuerza Aérea George y de la Base Aérea de Spangdahlem vieron combate durante la Operación Desert Storm en el año 1991, protegiendo exitosamente a los paquetes de ataque contra las defensas aéreas enemigas. Durante este conflicto los F-4G fueron usados muy fuertemente, sufriendo solo una pérdida: un avión perteneciente a la Base Aérea de Spangdahlem se estrelló en Arabia Saudita mientras regresaba de una misión. Una investigación posterior de la pérdida del avión que ocurrió después de varios intentos fallidos de aterrizaje durante una tormenta de arena, se determinó que un estanque de combustible había sido perforado por el fuego de la artillería antiaérea. El piloto y el oficial de guerra electrónica (en inglés: Electronic Warfare Officer, EWO) se eyectaron seguramente después de que los motores se apagaron cuando el avión se quedó sin combustible intentando llegar a una pista de aterrizaje adelantada.
Después de la operación Desert Storm, algunos de los aviones pertenecientes a la Base de la Fuerza Aérea George fueron asignados al 190.º Escuadrón de Caza del 124.º Ala de Caza perteneciente a la Guardia Nacional Aérea localizada en Boise, Idaho. Los aviones de Spangdahlem, Clark y los restantes de George fueron asignados al 561.º Escuadrón de Caza de la 57.ª Ala de Caza (de la Fuerza Aérea Activa) localizada en la Base de la Fuerza Aérea Nellis en el Las Vegas. Los aviones permanecieron en servicio hasta el año 1996, con ambos escuadrones participando en frecuentes despliegues a Arabia Saudita y Turquía en apoyo de la Operación Provide Comfort, Operación Southern Watch y la Operación Vigilant Warrior que patrullaban las zonas de denegación de sobrevuelo sobre Irak. Para esa época el F-4G era la última variante en uso operacional del Phantom II en las fuerzas armadas estadounidenses. Posteriormente muchos de los fuselajes fueron usados como aviones blanco de control remoto y como ayuda para entrenamiento de Reparación de Daños de Combate en Aviones.

### Actualidad

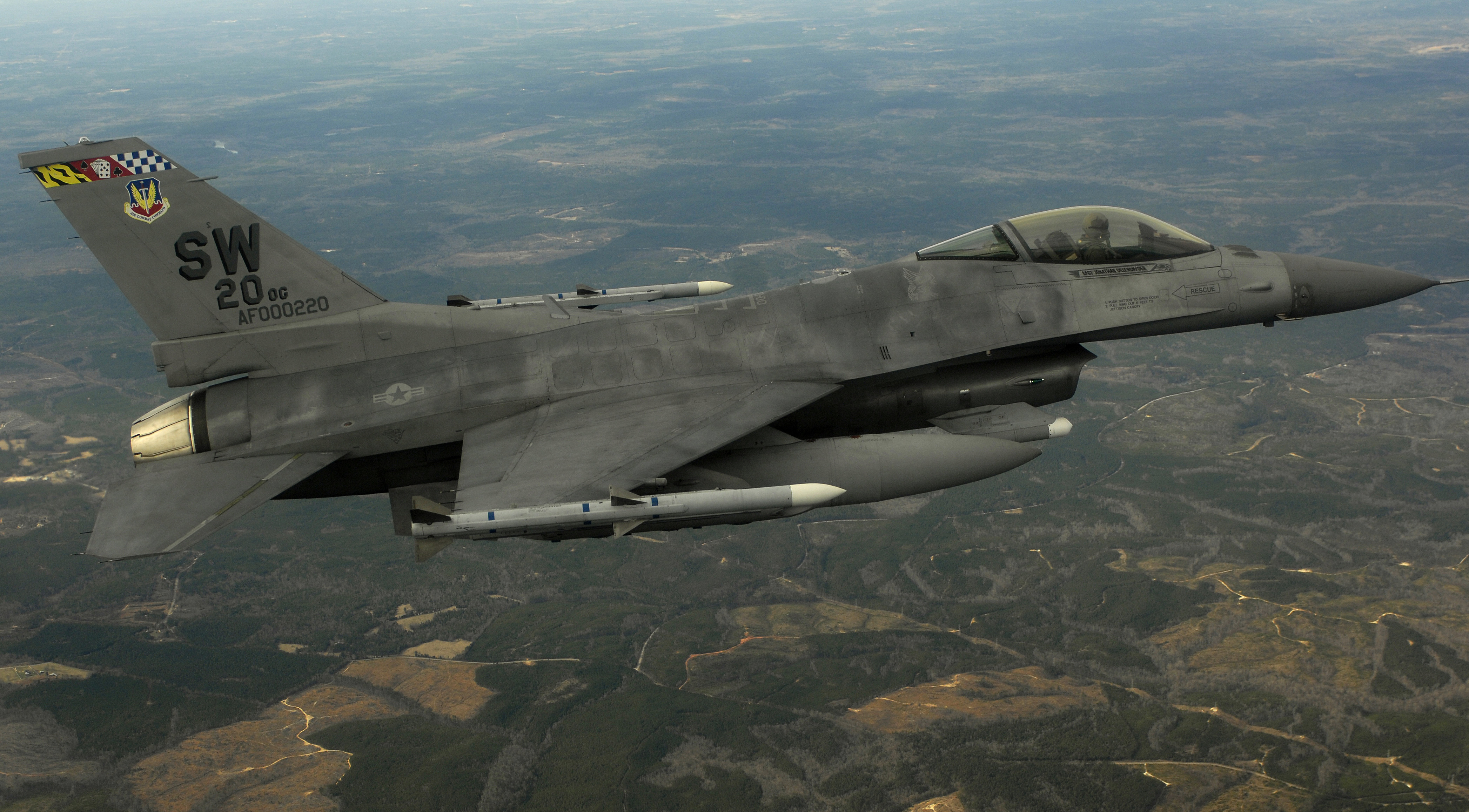
Un F-16CJ de la 20.ª Ala de Cazas.

Un cambio en la teoría de diseño de aviones para enfatizar en un avión multirol significó que el F-4G fue el último avión equipado específicamente para el rol de SEAD (o Supresión de Defensas Antiaéreas Enemigas). Ahora la misión Wild Weasel está asignada al F-16 Fighting Falcon, usando los Bloque 50 y Bloque 52, cuya producción se inició en el año 1991. El F-16C Bloque 50/52 monoplaza tiene asignada específicamente esta misión. El piloto ahora tiene que llevar a cabo las tareas de volar el avión y de ataque contra las amenazas terrestres. Otros aviones, tales como el F-15E Strike Eagle y el A-10 Thunderbolt II "Warthog", mientras que pueden atacar a lanzadores móviles de misiles antiaéreos y a la artillería antiaérea (en inglés: Anti-Aircraft Artillery, AAA) mientras ejecutan el rol de Apoyo Aéreo Cercano (en inglés: Close Air Support, CAS) carecen de la aviónica necesaria para llevar a cabo una verdadera misión SEAD.
Se supone que el F-35 Lightning II reemplazará gradualmente a estos aviones que llevan a cabo varios roles aire-superficie, incluyendo SEAD, cuando comience su introducción en el año 2016. Sus capacidades de sigilo prometen un significativo incremento en la efectividad contra los radares de defensa aérea, aunque para mantener su firma de radar en su valor más bajo, su capacidad de carga debe ser limitada a lo que pueda llevar en su bahías de carga interna, reduciendo así la cantidad de ataques a sitios de defensa aérea por misión. Sin embargo, puede transportar internamente más armas de ataque a tierra o más grandes que el F-22, convirtiéndole potencialmente en el mejor avión tripulado para destruir defensas aéreas enemigas sofisticadas.

## Tácticas utilizadas
En el año 1966 sobre Vietnam del Norte, los vuelos Wild Weasel de cuatro aeronaves algunas veces eran liderados por un solo avión biplaza F-105F/G (ayudado por su Oficial de Guerra Electrónica (en inglés: Electronic Warfare Officer, EWO) con sus receptores y analizadores electrónicos) además de tres F-105D. Algunas veces dos "F", cada uno con un acompañante en un "D", operaban en forma independiente.
La misión de los Wild Weasel era preceder los vuelos de ataque, limpiando el área blanco de amenazas antiaéreas como las de los misiles superficie-aire guiados por radar SA-2 'Guideline', y dejando al último el área de amenaza, lo que resultaba algunas veces en misiones de 3,5 horas, antes de regresar a las bases de la Real Fuerza Aérea de Tailandia. Esto era logrado dirigiéndose hacia el sitio de defensa antiaérea de una forma amenazante, disparando misiles antirradiación contra el sitio o localizando visualmente el sitio para atacarlos con bombas. Estas tácticas era ejecutadas mientras los aviones se encontraban ellos mismos bajo el ataque de aviones de caza y de artillería antiaérea.
El F-105F no utilizaba dispositivos de perturbación de radar ya que su propósito era proporcionar un señuelo para ser atacado, protegiendo a los aviones que realizaban el ataque, y alentar el lanzamiento de misiles antiaéreos que generaban el suficiente humo brillante como para hacer posible ver el sitio de lanzamiento del misil para realizar contra este un inmediato ataque de bombardeo en picada. Con múltiples misiles que se acercaban y dentro del alcance visual era posible picar en forma abrupta o girar bruscamente para evitarlos. Fallar en ver la aproximación de los misiles, los que venían a una velocidad tres veces superior a la velocidad de crucero del caza resultaría en la destrucción del avión y en un fracaso de su misión.
Las tácticas en la Guerra de Vietnam indicaban la utilización de equipos de "Caza-Asesino" (en inglés Hunter-Killer), donde un F-4G Wild Weasel operaba en conjunto con uno o más F-4E Phantom convencionales. El avión Wild Weasel destruiría los emisores de radar, abriendo el camino a los F-4E para que destruyeran el resto del sitio de lanzamiento de misiles usando bombas de racimo.
Una táctica utilizada durante la Operación Desert Storm era conocida como "Here, kitty kitty" (en castellano: Aquí, gatito, gatito), donde un avión Wild Weasel llamaba la atención de sitio de misiles antiaéreos o de artillería antiaérea mientras que otros aviones Wild Weasel se infiltraban por detrás del sitio y lo destruían.
En uno de los más conocidos usos del concepto de Wild Weasel en operaciones militares, cinco F-105G, usando los identificadores de "Firebird 01 al 05", (en castellano: Pájaro de Fuego) proporcionaron apoyo a la misión de rescate de prisioneros de guerra mantenidos en Son Tay, la que fue llevada a cabo en las primeras horas de la mañana del 21 de noviembre de 1970. Uno de estos aviones fue derribado por un misil superficie-aire SA-2, pero su tripulación logró eyectarse en forma segura y fue rescatada por uno de los helicópteros HH-53 "Super Jolly" que también estaban participando en la incursión. Ninguno de los aviones de la fuerza de ataque protegidos por los Wild Weasels fue perdido debido a la acción del enemigo.

## Lema y tradiciones
El lema no oficial de los pilotos Wild Weasel es YGBSM: "You Gotta Be Shittin' Me" (en castellano: me tienes que estar jodiendo). Esta frase aparece en forma destacada en el logo del parche de algunos de los escuadrones Wild Weasel. Según cuenta la historia, esta fue la respuesta de Jack Donovan, un previo EWO de B-52 EWO (Oficial de Guerra Electrónica (en inglés: Electronic Warfare Officer o EWO):
Esta fue la respuesta normal de un hombre educado, un veterano oficial de guerra electrónica de B-52 y aviones similares, al enterarse de que iba a que tener que volar en el asiento trasero junto con egocéntrico piloto de caza mientras que actuaban como papel caza moscas para atraer a los misiles antiaéreos enemigos.
Sus palabras exactas fueron: "Quieren que vuele en la parte trasera de un avión de caza pequeñísimo con un piloto de caza loco que cree que es invencible, dirigirme a un sitio de misiles antiaéreos en Vietnam del Norte, y dispararle antes de que él lo haga contra mi, ¡Me tienes que estar jodiendo!"
El código de cola "WW" del 35.º Ala de Caza Táctica y la 37.º Ala de Caza Táctica derivan de sus raíces Wild Weasel.